# Ophioderma sodipallaresi
Ophioderma sodipallaresi is een slangster uit de familie Ophiodermatidae.
De wetenschappelijke naam van de soort werd in 1986 gepubliceerd door M.E. Caso.